# Elias Pfeiffer
Elias Pfeiffer, född omkring 1728 i Stockholm, död 2 juni 1775 i Stockholm, var en svensk bokhållare, porslinskonstnär och konterfejare.
Han var son till kopparslagaråldermannen Elias Pfeiffer och Barbro Brita Hagman och gift med Catharina Elisabeth Strandberg. Pfeiffer omnämns som konterfejarlärling 1753 och man vet att han arbetade som porslinskonstnär vid Mariebergs porslinsfabrik 1762 och att han titulerades bokhållare eller kassör 1775. 